# خدایان آمریکایی
«خدایان آمریکایی» (انگلیسی: American Gods) یک رمان در سبک فانتزی از نیل گیمن است که توسط انتشارات هارپرکالینز منتشر شد. این کتاب برنده جوایزی همچون نبولا و جایزه هیوگو شده‌است.
در سال ۲۰۱۷، فصل نخست سریال تلویزیونی خدایان آمریکایی توسط برایان فولر خالق سریال «هانیبال»، توسط شبکه استارز تولید شد. ژانر این سریال معمایی و فانتزی است.